# Sergei Sergejewitsch Tschudinow
Sergei Sergejewitsch Tschudinow (russisch Сергей Сергеевич Чудинов; * 6. August 1983 in Tschussowoi, Oblast Perm) ist ein russischer Skeletonfahrer.
Tschudinow betreibt Skeleton seit 2003 und gehört seit 2004 zum russischen Nationalkader. Er debütierte im Januar 2004 in Lillehammer im Weltcup (22.). Im Februar trat er in Altenberg erstmals bei einer Europameisterschaft an und belegte den 16. Platz. Bei der anschließenden Skeleton-Weltmeisterschaft 2004 in Königssee wurde er 29., bei der EM 2005, wiederum in Altenberg, kam er auf den 15. Rang. Bei den Weltcuprennen belegte er zu dieser Zeit meist hintere Ränge, wurde jedoch bei den Junioren-Weltmeisterschaften 2006 in Igls Fünfter. Seit der Saison 2006/07 wurden Tschudinows Ergebnisse kontinuierlich besser. In Cesana konnte er im Februar 2007 als Vierter erstmals einen Platz unter den besten zehn erreichen. Im selben Monat wurde er bei der Skeleton-Weltmeisterschaft 2007 in St. Moritz 13. und bei der Skeleton-Europameisterschaft 2007 in Königssee Zehnter. Bei der Weltmeisterschaft 2009 belegte Tschudinow einen zwölften Rang. Bei den Olympischen Winterspielen 2010 in Vancouver erreichte er ebenfalls einen zwölften Rang. Der Durchbruch in die Weltspitze gelang ihm in der Saison 2010/11. In Lake Placid gewann er sein erstes Weltcuprennen, hinzu kamen zwei zweite Plätze und Rang vier in der Gesamtwertung. Bei der Europameisterschaft in Winterberg gewann er mit der Silbermedaille hinter Martins Dukurs seine erste internationale Medaille. Bei der Weltmeisterschaft in Königssee kam er jedoch nicht über den zehnten Platz hinaus. In der Folgesaison belegte er in fünf der acht Saisonrennen Top-10-Plätze und wurde im Gesamtweltcup Achter. Bei der Weltmeisterschaft 2012 in Lake Placid verpasste er als Vierter nur knapp seine erste WM-Medaille.
Im Winter 2012/13 erreichte Tschudinow in Igls zwei zweite Plätze im Intercontinentalcup und zwei vierte Plätze im Weltcup. Nachdem er nur bei sechs der neun Saisonrennen am Start war, belegte er im Gesamtweltcup den 14. Rang. Am 2. Februar 2013 gewann er bei der Skeleton-Weltmeisterschaft in St. Moritz die Bronzemedaille hinter Alexander Tretjakow und Martins Dukurs. Die Saison 2013/14 begann Tschudinow mit vier Podestplätzen im Nordamerikacup. Im Weltcup waren seine besten Resultate drei vierte Ränge und er wurde insgesamt Neunter. Bei den Olympischen Spielen von Sotschi erreichte er den fünften Platz. In die Saison 2014/15 startete Tschudinow mit den Rängen 4, 5 und 3 im Intercontinentalcup. Im Weltcup nahm er an sechs der acht Saisonrennen teil und platzierte sich dabei fünfmal zwischen den Rängen 5 und 7. Bei der Europameisterschaft 2015 wurde er Sechster, bei der Weltmeisterschaft sowohl im Einzel als auch mit dem Team Russland II Zehnter. Zu Beginn der Saison 2015/16 gewann er in Altenberg sein erstes Rennen im Europacup.

## Doping und Sperre
Das Internationale Olympische Komitee (IOC) hat 2017 gegen Tschudinow eine lebenslange Olympiasperre verhängt. Ausgelöst wurde die Sperre durch den McLaren-Bericht. Die erhaltenen olympischen Platzierungen wurden aberkannt.